# Bruno Schmidt
Bruno Oscar Schmidt (Brasília, 6 de outubro de 1986) é um jogador de vôlei de praia brasileiro. Atualmente, joga com Evandro.

## Carreira

### Início
Membro de conhecida família do Rio Grande do Norte, Bruno Schmidt é sobrinho do ex-jogador de basquete Oscar Schmidt e do jornalista Tadeu Schmidt. Nasceu em Brasília, Distrito Federal, e começou a jogar vôlei durante a infância em Cabo Frio, no Rio de Janeiro. Sua primeira grande competição foi o Campeonato Mundial Sub-21, em 2005, realizado no Rio de Janeiro, no Brasil. Na ocasião, ao lado do parceiro Vinícius de Almeida, ficou na nona colocação. Um ano depois, ao lado de Pedro Solberg, se tornaria Campeão Mundial na mesma categoria (Sub-21).
Entre 2007 e 2009, Bruno Schmidt formou dupla com João Maciel. Com pouco tempo de formação, os dois ganharam o primeiro título juntos, um torneio da FIVB Challenger & Satellite, em Lausanne. Nessa mesma temporada, veio seu primeiro evento do Circuito Mundial, em Fortaleza, no qual terminou em 25º lugar. Em 2008, a primeira final no Circuito Mundial, e medalha uma prata. A dupla brasileira perdeu apenas na grande final, diante dos espanhóis Pablo Herrera e Raul Mesa Allepuz, em Kristiansand. Posteriormente, os dois brasileiros ainda conseguiram bons resultados (4º no aberto do Guarujá; 7º no aberto de Mallorca), embora não viessem a ganhar outra medalha. A dupla se separou no fim de 2009, mas ambos voltariam a jogar juntos em meados de 2011 até o início de 2012. Nesse período, o 4º lugar em Klagenfurt, Áustria, foi a campanha mais expressiva.  
Depois da parceria com João Maciel, era a vez Benjamin fazer dupla com Bruno. Foram duas oportunidades: entre 2010 e meados de 2011, e metade final de 2012. Embora não tenham conquistado títulos juntos, mostraram-se regulares e geralmente figuravam entre os oito primeiros. Além disso, chegaram a três semifinais, ganhando duas medalhas: Aberto de Brasília, medalha de bronze, e Aberto de Haia, medalha de prata. No Aberto de Xangai finalizaram no 4º lugar.

### Parceria com Pedro Solberg
No ano de 2013, Bruno fez dupla com Pedro Solberg. A parceria rendeu ótimos resultados. Em apenas um ano, foram 7 semifinais, sendo conquistadas seis medalhas. Ouro no Grand Slam de Haia e de São Paulo. Prata em Xangai, Gstaad e Fuzhou. Por fim, bronze em Roma e Durban. Também foram campeões do Circuito Brasileiro de 2012/2013.

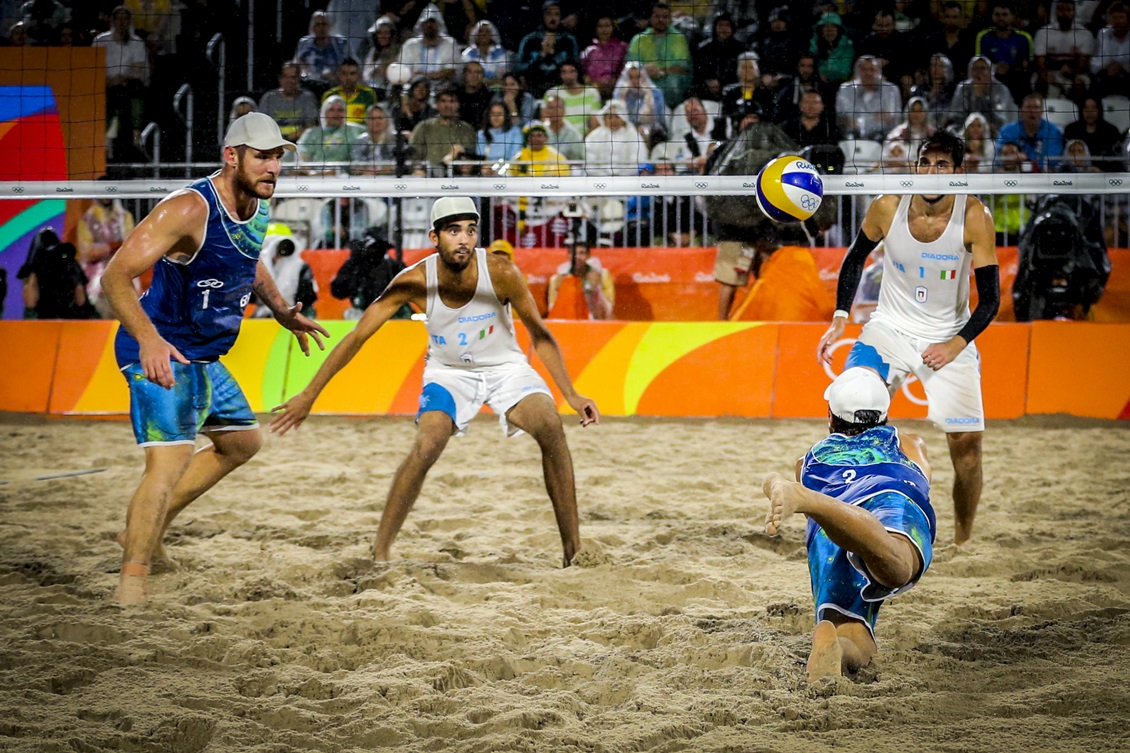
Bruno realizando uma defesa durante a final olímpica.

### Parceria com Alison Cerutti
Mesmo com os bons resultados ao lado de Pedro Solberg, em 2014, Bruno formou uma nova parceria com Alison Cerutti, o Mamute. Alison vinha de uma parceria muito bem sucedida com Emanuel, o jogador de vôlei de praia mais vencedor de todos os tempos. A nova dupla não decepcionou. Mesmo com pouco tempo de entrosamento, foram campeões dos Jogos Sul-Americanos e do Grand Slam de Klagenfurt, na Áustria. Em 2015, foram campeões do Campeonato Mundial, do Circuito Mundial e do World Tour Finals, conquistando os três principais títulos da temporada. Nas Olimpíadas do Rio, tornou-se campeão olímpico ao lado de Alison ao vencer por dois sets a zero a parceria italiana formada por Paolo Nicolai e Daniele Lupo. Essa foi a segunda vez que uma dupla brasileira venceu o torneio olímpico masculino de vôlei de praia. Com 1,85 m, Bruno é o menor campeão olímpico do voleibol de praia. Em seguida, Bruno e Alison conquistaram o título do World Tour Finals, disputado em Toronto.